# 斯基加登嶺
71°54′S 4°32′E / 71.900°S 4.533°E
斯基加登嶺是南極洲的山嶺，位於東部南極洲的毛德皇后地，屬於穆利格-霍夫曼山脈的一部分，處於格呂特于爾山東北面3.7公里，由挪威的製圖師根據測量和空中照片繪入地圖。